# P/2014 U2 (Kowalski)
P/2014 U2 (Kowalski) — одна з короткоперіодичних комет сім'ї Юпітера. Ця комета була відкрита 18 жовтня 2014 року; вона мала 18.1m на час відкриття.